# Unnamed Memory
Unnamed Memory es una serie de novelas ligeras japonesas escrita por Kuji Furumiya e ilustrada por Chibi. Comenzó a serializarse en línea en septiembre de 2012 en el sitio web de publicación de novelas generado por el usuario Shōsetsuka ni Narō. Más tarde fue adaquirida por ASCII Media Works, quien publicó la serie con ilustraciones de Chibi bajo su sello Dengeki no Shin Bungei. Una adaptación a manga con ilustraciones de Naoki Koshimizu comenzó su serialización en la revista Dengeki Daioh de ASCII Media Works en septiembre de 2020. Una adaptación de la serie al anime de ENGI se estrenó el 9 de abril de 2024.

## Argumento
La historia se centra en la relación entre el noble príncipe Oscar y la poderosa e inmortal bruja Tinasha. Oscar ha sido maldecido desde su infancia y nunca podrá crear descendencia, por lo que busca a la calamitosa bruja Tinasha para encontrar una forma de romper su maldición, cumpliendo los retos de su calabozo. Cuando se conocen, se revela que la bruja tiene una extraña conexión con Oscar, y un curioso cortejo entre ellos da inicio, mismo que amenazará con destruir la estructura de poder del mundo.

## Personajes
Oscar (オスカー Osukā?)
 Seiyū: Yoshiki Nakajima
Protagonista principal de la historia. Es príncipe del Reino de Farsas y el primer y único hijo de su rey, Kevin y su difunta esposa, Rosalia. Aunque él mismo no es rey, ya ha asumido muchas de las funciones que normalmente desempeña un rey. Debido a esto, empuña la legendaria espada de Akashia, la única arma capaz de neutralizar por completo toda magia.
Tinasha (ティナーシャ Tināsha?)
 Seiyū: Atsumi Tanezaki
Es la Bruja de la Luna Azul y la protagonista femenina. Ha vivido durante cientos de años recluida en su torre dentro de las fronteras de Old Tuldarr, pero actualmente vive en Farsas bajo contrato como protectora del príncipe de esa nación, Oscar. Aunque es la más joven de todas las brujas, tiene la mayor fuerza de combate y habilidad mágica. Originalmente Tinasha era una humana que nació en el antiguo Imperio Mágico, Tuldarr. Debido a su talento en la magia, fue separada de sus padres cuando era recién nacida y criada en el castillo para convertirse en la futura gobernante de Tuldarr. Desafortunadamente, el hombre en quien confiaba (y amaba) la traicionó. Al intentar utilizar su cuerpo como sacrificio por un gran poder, salió mal. El ritual se convirtió en la causa de la caída del Imperio Mágico y la creación de los Lagos Mágicos. El poder que quedaba fue absorbido por Tinasha, convirtiéndola en Bruja y gobernante final de Tuldarr.
Lazar (ラザル Razaru?)
 Seiyū: Shūichirō Umeda
Sylvia (シルヴィア Shiruvia?)
 Seiyū: Yūko Natsuyoshi
Meredina (メレディナ?)
 Seiyū: Chinatsu Akasaki
Ars (アルス Arusu?)
 Seiyū: Takuya Satō
Curve (カーヴ Kāvu?)
 Seiyū: Kōhei Amasaki
Narc (ナーク Nāku?)
 Seiyū: Chitose Morinaga
Lucrezia (ルクレツィア Rukuretsia?)
 Seiyū: Ayako Kawasumi
Lanak (ラナク Ranaku?)
 Seiyū: Jun'ichi Yanagita
Travis (トラヴィス Toravisu?)
 Seiyū: Jun Fukuyama
Leonora (レオノーラ Reonōra?)
 Seiyū: Chiwa Saitō

## Contenido de la obra

### Novelas ligeras
La serie está escrita por Kuji Furumiya. Comenzó como una novela web publicada en el sitio web de novelas Shōsetsuka ni Narō en septiembre de 2012. Más tarde fue adaquirida por ASCII Media Works, quien publicó la serie con ilustraciones de Chibi bajo su sello Dengeki no Shin Bungei. El primer volumen se lanzó el 17 de enero de 2019. El sexto y último volumen se lanzó el 17 de abril de 2021.
En julio de 2023, Yen Press anunció que obtuvo la licencia de la serie para su publicación en inglés.
Una serie secuela titulada Unnamed Memory: After the End comenzó a publicarse el 17 de febrero de 2022.

#### Lista de volúmenes
| Volúmenes de novelas ligeras publicadas | Volúmenes de novelas ligeras publicadas | Volúmenes de novelas ligeras publicadas |
| Número                                  | Fecha de lanzamiento                    | ISBN                                    |
| --------------------------------------- | --------------------------------------- | --------------------------------------- |
| 1                                       | 17 de enero de 2019                     | ISBN 978-4-04-912267-1                  |
| 2                                       | 17 de mayo de 2019                      | ISBN 978-4-04-912380-7                  |
| 3                                       | 17 de septiembre de 2019                | ISBN 978-4-04-912381-4                  |
| 4                                       | 17 de enero de 2020                     | ISBN 978-4-04-912803-1                  |
| 5                                       | 17 de junio de 2020                     | ISBN 978-4-04-912804-8                  |
| 6                                       | 17 de abril de 2021                     | ISBN 978-4-04-912805-5                  |

#### After the End
| Volúmenes de novelas ligeras publicadas | Volúmenes de novelas ligeras publicadas | Volúmenes de novelas ligeras publicadas |
| Número                                  | Fecha de lanzamiento                    | ISBN                                    |
| --------------------------------------- | --------------------------------------- | --------------------------------------- |
| 1                                       | 17 de febrero de 2022                   | ISBN 978-4-04-913870-2                  |
| 2                                       | 16 de diciembre de 2022                 | ISBN 978-4-04-914755-1                  |
| 3                                       | 17 de octubre de 2023                   | ISBN 978-4-04-915288-3                  |
| 4                                       | 17 de abril de 2024                     | ISBN 978-4-04-915604-1                  |
| 5                                       | 17 de enero de 2025                     | ISBN 978-4-04-916143-4                  |

### Manga
Una adaptación a manga, ilustrada por Naoki Koshimizu, comenzó su serialización en la revista Dengeki Daioh de ASCII Media Works el 26 de septiembre de 2020. Hasta la fecha, sus capítulos individuales se han recopilado en ocho volúmenes tankōbon. El manga también está licenciado por Yen Press para su publicación en inglés.

#### Lista de volúmenes
| Volúmenes de manga publicados | Volúmenes de manga publicados | Volúmenes de manga publicados |
| Número                        | Fecha de lanzamiento          | ISBN                          |
| ----------------------------- | ----------------------------- | ----------------------------- |
| 1                             | 9 de abril de 2021            | ISBN 978-4-04-913712-5        |
| 2                             | 27 de septiembre de 2021      | ISBN 978-4-04-913989-1        |
| 3                             | 10 de junio de 2022           | ISBN 978-4-04-914472-7        |
| 4                             | 10 de enero de 2023           | ISBN 978-4-04-914829-9        |
| 5                             | 10 de agosto de 2023          | ISBN 978-4-04-915189-3        |
| 6                             | 26 de febrero de 2024         | ISBN 978-4-04-915541-9        |
| 7                             | 27 de septiembre de 2024      | ISBN 978-4-04-915921-9        |
| 8                             | 26 de diciembre de 2024       | ISBN 978-4-04-916115-1        |

### Anime
Una adaptación de la serie al anime, fue anunciada el 13 de diciembre de 2022. Está producida por ENGI y dirigida por Kazuya Miura, con guiones escritos por Deko Akao, diseños de personajes a cargo de Chika Nōmi y música compuesta por Akito Matsuda. La serie estaba inicialmente programada para 2023, pero luego se retrasó debido a "circunstancias de producción". Se estrenó el 9 de abril de 2024 en AT-X y otras cadenas. El tema de apertura es «Yōbigoe» (呼び声?), interpretado por Tei, mientras que el tema de cierre es «blan_», interpretado por Arika. Crunchyroll obtuvo la licencia de la serie fuera de Asia.
Después del episodio final de la primera temporada, se anunció una segunda temporada. El elenco y el personal regresán en sus respectivos papeles. Se estrenó el 7 de enero de 2025.

## Recepción
Rebecca Silverman de Anime News Network elogió el final del primer volumen y sus ilustraciones, al tiempo que criticó el comienzo. Demelza de Anime UK News tenía sentimientos similares, al mismo tiempo que elogiaba a los personajes.
En la guía Kono Light Novel ga Sugoi!, la serie ocupó el primer lugar en la categoría tankōbon en 2020.